# 스펑구

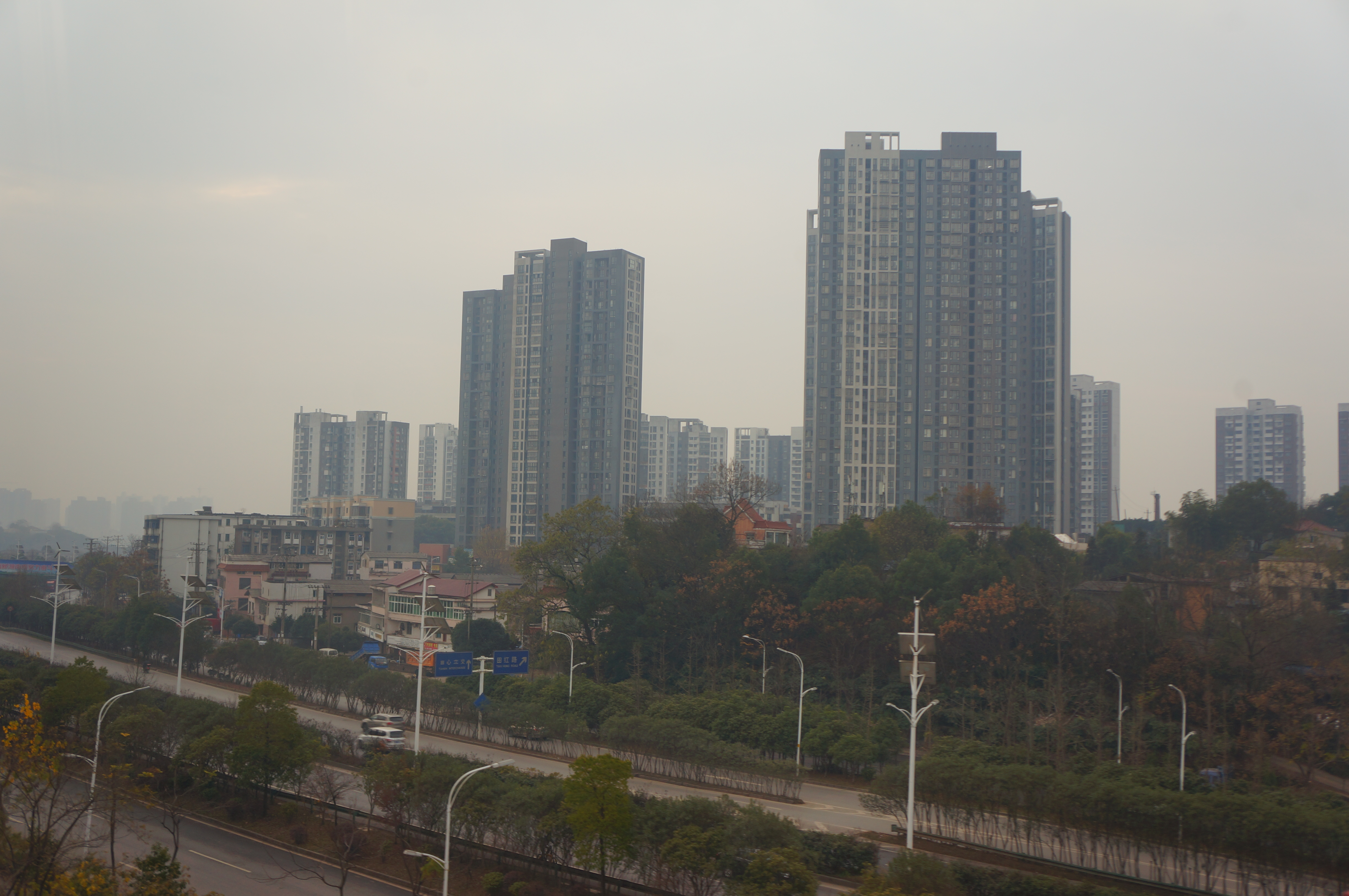

스펑구(한국어: 석봉구, 중국어: 石峰区, 병음: Shífēng Qū)는 중화인민공화국 후난성 주저우 시의 현급 행정구역이다. 넓이는 166km2이고, 인구는 2007년 기준으로 240,000명이다.

## 행정 구역
5개 가도, 1개 진, 1개 향을 관할한다.
- 가도: 田心街道, 响石岭街道, 清水塘街道, 塘湾街道, 井龙街道.
- 진: 龙头铺镇.
- 향: 云田乡.